# Ишметов, Рим Рафикович
Рим Рафикович Ишметов (род. 20 марта 1984, Уфа) — российский шашист (международные шашки, русские шашки) и тренер. Экс-чемпион мира среди юниоров. . Тренер-преподаватель уфимской ДЮСШ № 23
Входил в сборную России по шашкам. Выступает за клуб «Башнефть».
Серебро Лично-командного чемпионата России 2003 года в составе сборной Республики Башкортостан. Бронзовый призёр Кубка России по молниеносной игре в русские шашки среди мужчин (Сочи, 2013).